# Фосы

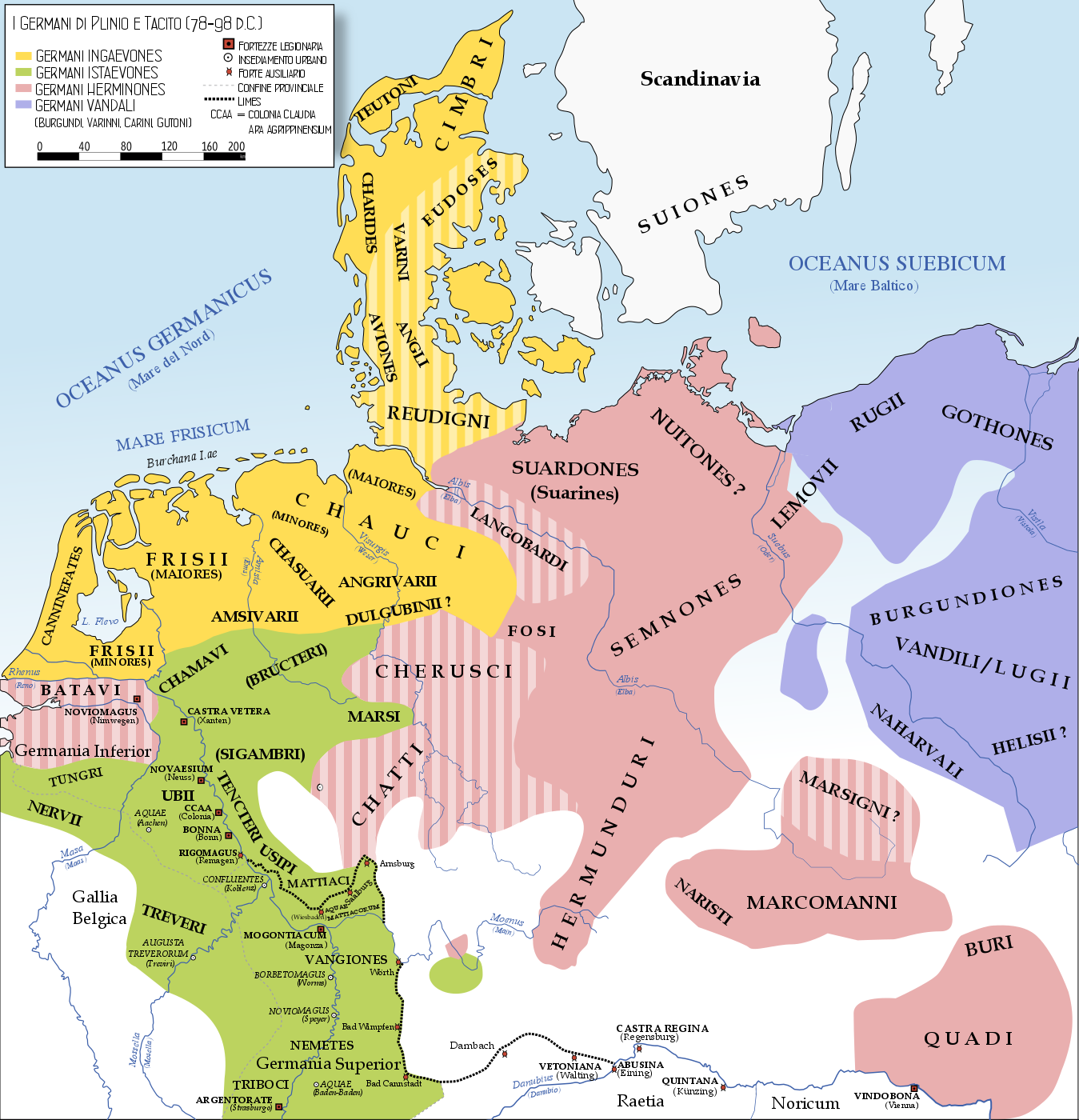
Германские племена по сведениям Плиния и Тацита.

Фозы — германское племя, жившее рядом с херусками. Его имя известно только в латинской передаче - Fosi. По классификации Шафарика относились к гермионам.
Тацит пишет: «Бок о бок с хавками и хаттами [живут] херуски, которые, никем не тревожимые, поддерживали мир, слишком долгий и расслабляющий. Это было более приятно, чем безопасно, ибо среди властолюбивых и сильных держаться в стороне — ошибка: там, где действуют кулаками, на скромность и честность могут претендовать только те, кто взял верх. Таким образом, те самые херуски, которые когда-то назывались добрыми и справедливыми, теперь стали называться малодушными и глупыми; а для хаттов-победителей счастье стало мудростью. Крушение херусков увлекло за собой н соседнее племя фозов: при несчастье они оказались товарищами па равных правах, тогда как в счастливые времена они были в подчиненном положении» (Германия, 36).
Других сведений о них не поступает.
Мюлленгоф предполагал, что имя фозов происходит от Фьюзе, левого притока Аллера и значит «жители Фьюзе», ибо Fuse, вероятно, означает Funse, Funsa – «быстрый, готовый», однако Рудольф Мухэту этимологию не принимает. 